# The Lying Game
The Lying Game (2011–2013) – amerykański serial młodzieżowy stworzony przez Sarę Shepard na podstawie jej książek o tym samym tytule. Wyprodukowany przez Pratt Theater Enterprises, Alloy Entertainment i Warner Horizon Television.
Światowa premiera serialu miała miejsce 15 sierpnia 2011 roku na antenie ABC Family.
Ostatni odcinek został wyemitowany 12 marca 2013 – więcej odcinków nie zostało wyprodukowanych (chociaż były plany) z powodu niskiej oglądalności, serial został więc zakończony tzw. cliffhangerem.

## Opis fabuły
Serial opowiada o dwóch siostrach bliźniaczkach, Sutton i Emmie, które zostały rozdzielone przy porodzie. Jedna żyje wychowywana przez bogatych rodziców, druga mieszka z przyrodnim bratem w rodzinie zastępczej. Dziewczyny odnajdują się i próbują odszukać swoją biologiczną matkę. Nie jest to jednak proste, ponieważ siostry nie chcą ujawnić swojego pokrewieństwa do czasu wyjaśnienia sprawy. Sutton udaje się w poszukiwaniu matki, podczas gdy Emma zajmuje jej miejsce. Niestety nie zdaje sobie sprawy jak skomplikowane jest życie jej siostry i ile trudności sprawi jej zastąpienie Sutton. Emma coraz dłużej męczy się z kłamstwami a Sutton odkrywa kolejne mroczne tajemnice o ich matce, oraz o tym, że została adoptowana nielegalnie.

## Obsada

### Główni
- Alexandra Chando jako Emma Becker i Sutton Penelope Mercer
- Allie Gonino jako Laurel Mercer
- Blair Redford jako Ethan Whitehorse
- Andy Buckley jako doktor Ted Mercer
- Helen Slater jako Kristin Mercer
- Alice Greczyn jako Madeline Margaux Rybak
- Adrian Pasdar jako Alec Rybak
- Charisma Carpenter jako Annie Rebecca Sewell

### Pozostali
- Christian Alexander jako Thayer Rybak
- Kirsten Prout jako Charlotte "Char" Chamberlin
- Sharon Pierre-Louis jako Nisha Randall
- Randy Wayne jako Justin Miller
- Ben Elliott jako Derek Rogers
- Rick Malambri jako Eduardo Diaz
- Misha Crosby jako Ryan Harwell
- Adam Brooks jako Baz

## Spis odcinków
| Światowa premiera | N/o | Angielski tytuł                    |
| ----------------- | --- | ---------------------------------- |
|                   |     |                                    |
| SERIA PIERWSZA    |     |                                    |
|                   |     |                                    |
| 15.08.2011        | 01  | Pilot                              |
|                   |     |                                    |
| 22.08.2011        | 02  | Being Sutton                       |
|                   |     |                                    |
| 29.08.2011        | 03  | Double Dibs                        |
|                   |     |                                    |
| 05.09.2011        | 04  | Twinsense and Sensibility          |
|                   |     |                                    |
| 12.09.2011        | 05  | Over Exposed                       |
|                   |     |                                    |
| 19.09.2011        | 06  | Bad Boys Break Hearts              |
|                   |     |                                    |
| 26.09.2011        | 07  | Escape from Sutton Island          |
|                   |     |                                    |
| 03.10.2011        | 08  | Never Have I Ever                  |
|                   |     |                                    |
| 10.10.2011        | 09  | Sex, Lies and Hard Knocks High     |
|                   |     |                                    |
| 17.10.2011        | 10  | East of Emma                       |
|                   |     |                                    |
| 02.01.2012        | 11  | O Twin, Where Art Thou?            |
|                   |     |                                    |
| 09.01.2012        | 12  | When We Dead Awaken                |
|                   |     |                                    |
| 16.01.2012        | 13  | Pleased to Meet Me                 |
|                   |     |                                    |
| 23.01.2012        | 14  | Black and White and Green All Over |
|                   |     |                                    |
| 30.01.2012        | 15  | Dead Man Talking                   |
|                   |     |                                    |
| 06.02.2012        | 16  | Reservation for Two                |
|                   |     |                                    |
| 13.02.2012        | 17  | No Country for Young Love          |
|                   |     |                                    |
| 20.02.2012        | 18  | Not Guilty As Charged              |
|                   |     |                                    |
| 27.02.2012        | 19  | Weekend of Living Dangerously      |
|                   |     |                                    |
| 05.03.2012        | 20  | Unholy Matrimony                   |
|                   |     |                                    |
| SERIA DRUGA       |     |                                    |
|                   |     |                                    |
| 08.01.2013        | 21  | The Revengers                      |
|                   |     |                                    |
| 15.01.2013        | 22  | Cheat, Play, Love                  |
|                   |     |                                    |
| 22.01.2013        | 23  | Advantage Sutton                   |
|                   |     |                                    |
| 29.01.2013        | 24  | A Kiss Before Lying                |
|                   |     |                                    |
| 05.02.2013        | 25  | Much Ado About Everything          |
|                   |     |                                    |
| 12.02.2013        | 26  | Catch Her in the Lie               |
|                   |     |                                    |
| 19.02.2013        | 27  | Regrets Only                       |
|                   |     |                                    |
| 26.02.2013        | 28  | Bride and Go Seek                  |
|                   |     |                                    |
| 05.03.2013        | 29  | The Grave Truth                    |
|                   |     |                                    |
| 12.03.2013        | 30  | To Lie For                         |
|                   |     |                                    |